# Cardinal (Santa Lucía)
Cardinal es una localidad de Santa Lucía que forma parte del distrito de Gros Islet.